# فيسكر إنك
شركة فيسكر هي شركة أمريكية لصناعة السيارات الكهربائية أسسها هنريك فيسكر وزوجته جيتا جوبتا فيسكر. أُطلقت  الشركة في عام 2016 ومقرها في جنوب كاليفورنيا، وهي خليفة لشركة فيسكر للسيارات (Fisker Automotive) التي أنتجت سيارة فيسكر كارما. تقوم الشركة بتطوير فيسكار أوشن، وهي سيارة كهربائية رياضية متعددة الأغراض بمدى يقدر بـ 300–350 ميل (480–560 كـم)، ومن المتوقع أن يبدأ الإنتاج في أواخر عام 2022.

## تاريخ
في عام 2007، أسس هنريك فيسكر وبرنارد كوهلر شركة فيسكر للسيارات. أنتجت الشركة فيسكر كارما، والتي ظهرت لأول مرة في عام 2008 وتم تسليمها لأول مرة في عام 2011. تم تعليق الإنتاج في عام 2012 بسبب إفلاس مزود البطاريات A123 Systems، بعد بيع ما يقرب من 2000 سيارة في جميع أنحاء العالم. في عام 2014، قامت Wanxiang Group بشراء أصول فيسكر لليسيارات وسمّتها كارما للسيارات (Karma Automotive)، في حين احتفظ هنريك فيسكر بعلامة فيسكر التجارية.
في 3 أكتوبر 2016، أعلن رئيس مجلس الإدارة والرئيس التنفيذي هنريك فيسكر عن تشكيل شركة فيسكر، وهي شركة أمريكية لصناعة السيارات تصمم وتطور سيارات كهربائية مبتكرة ذات مدى أطول وقدرة قيادة ذاتية، وتكنولوجيا بطاريات متقدمة، مع زوجته المؤسس المشارك جيتا جوبتا فيسكر كرئيس ومدير مالي. صرح فيسكر في يوليو 2016 أنه كان يخطط لتصميم سيارة كهربائية متصلة بالكامل بميزات قيادة ذاتية ومظهر جمالي مبهج. في 31 أكتوبر 2016، أصدرت شركة فيسكر تصميم ومواصفات السيارة الكهربائية القادمة فيسكر إي موشن (Fisker EMotion).
في نوفمبر 2017، أعلنت الشركة عن تطوير Orbit، وهو مكوك كهربائي متصل بالكامل ومستقل ويهدف إلى خدمة المدن الذكية والمطارات العامة والحرم الجامعي. في ذلك الشهر، أعلنت شركة فيسكر أنها قدمت براءات اختراع لتصميمات بطاريات مرنة صلبة، مع توقع إنتاج البطاريات على نطاق واسع في حوالي عام 2020.
في سبتمبر 2018، أعلنت الشركة عن تطوير سيارة دفع رباعي فاخرة كهربائية بالكامل في السوق.
في 8 يوليو 2020، أعلن فيسكر عن الانتهاء من جولة تمويل بقيمة 50 مليون دولار من السلسلة C بتمويل من شركة تابعة للمستثمر لويس بيكون.
في 13 يوليو 2020، أعلن هنريك فيسكر أن شركة فيسكر ستقدم طرحًا عامًا أوليًا في بورصة نيويورك من خلال الاندماج مع شركة الاستحواذ ذات الأغراض الخاصة Spartan Energy Acquisition Corp ومدعومة من شركة أصول خاصة، وقدرت الصفقة بنحو 2.9 مليار دولار أمريكي. في 29 أكتوبر 2020، أعلنت فيسكر أنها أكملت عملية الاندماج. اعتبارًا من 30 أكتوبر 2020، تم إدراج فيسكر وتداولها علنًا في بورصة نيويورك تحت رمز المؤشر FSR.
في 27 يوليو 2020، أعلن فيسكر أنه يجري مناقشات مع إكستريم إي، وهي سلسلة سباقات سيارات كهربائية بالكامل على الطرق الوعرة، حول شراكة، ومن المحتمل أن تدخل فريق عمل في موسم 2021 الافتتاحي لخمس سباقات من Extreme E. من المقرر مبدئيًا أن تعقد السلسلة سباقات في المناطق المتأثرة بقضايا المناخ، بما في ذلك السنغال والمملكة العربية السعودية ونيبال وجرينلاند والبرازيل.
في 30 يوليو 2020، أعلن فيسكر عن خطط لمحفظة من أربع سيارات بحلول عام 2025. ستنضم سيارة Fisker Ocean SUV إلى سيارة سيدان رياضية بناءً على مفهوم Fisker Emotion الذي تم الإعلان عنه سابقًا، وسيارة دفع رباعي شبيهة بالكوبيه، وشاحنة صغيرة أنيقة. كلها ستكون سيارات كهربائية.
في 24 سبتمبر 2020، افتتح فيسكر مركزًا تكنولوجيًا جديدًا في سان فرانسيسكو، ليكون نقطة محورية لتطوير برامج الشركة وإلكترونيات المركبات. في 14 أكتوبر 2020، أعلنت فيسكر أن مقرها العالمي الجديد سيكون في مانهاتن بيتش في مقاطعة لوس أنجلوس، كاليفورنيا. تم تسميته Inception، وسيشمل مرافق التصميم والهندسة.
في 15 أكتوبر 2020، أعلنت شركة فيسكر أنها ستعهد إلى شركة ماجنا شتاير، وهي شركة تصنيع مقرها النمسا ومتخصصة في التصنيع التعاقدي ، بإسناد إنتاج السيارة من سيارات الدفع الرباعي الكهربائية فيسكر أوشن إلى شركة ماجنا شتاير، من أجل تقليل التعقيدات والتكاليف المتعلقة بالمبنى وتشغيله. المصنع الخاص. تخطط فيسكر لاستخدام منصة ماجنا للسيارات الكهربائية، وستمنح ماجنا حصة تصل إلى 6٪ من أسهم فيسكر. ستبدأ ماجنا ببناء محيط فيسكر في أوروبا في عام 2022.
في أكتوبر 2020، طلبت شركة Viggo، وهي خدمة دنماركية للتوصيل بالسيارات تأسست حديثًا، تسليم 300 Fisker Oceans ، ليتم تسليمها في أواخر عام 2022. في مارس 2021، أعلنت فيسكر أنها اتفقت مع شركة تابعة لبنك كريدي أجريكول) على التوريد المحتمل لسيارات Fisker Ocean SUV للمجموعة المصرفية الأوروبية. في مايو 2021 ، أعلن فيسكر عن اتفاقية مع خدمة الاشتراك في السيارات الكهربائية بالمملكة المتحدة لتزويد الشركة بما يصل إلى 700 سيارة فيسكر أوشن SUV في عام 2023.
في 24 فبراير 2021 ، تم الكشف عن أن الشركة التايوانية فوكسكون تجري محادثات لتصنيع نموذج الإنتاج الثاني لشركة فيسكر. اعتبارًا من مايو 2021 ، يشار إلى النموذج باسم Project Personal Electric Automotive Revolution ، أو Project PEAR. تخطط شركة فوكسكون لإنتاج ما يصل إلى 250000 وحدة سنويًا لشركة فيسكر، وتهدف إلى بدء الإنتاج بحلول نهاية عام 2023. في أكتوبر 2021 ، أُعلن أن شركة فوكسكون ستشتري مصنعًا سابقًا لشركة جنرال موتورز من شركة لوردستاون موتورز، وأن الشركة ستستخدم المنشأة لإنتاج سيارات كهربائية لشركة فيسكر ولوردزتاون.
في مايو 2021 ، أعلن فيسكر و شارب عن اتفاقية لشركة شارب لتزويد الشاشات ومكونات أخرى لسلسلة من سيارات فيسكر القادمة. بعد زيارة قام بها Henrik و Geeta Fisker مع البابا فرانسيس في روما ، أُعلن أن فيسكر ستنتج سيارة Popemobile SUV كهربائية مصنوعة خصيصًا للبابا فرانسيس ، وهي أول سيارة كهربائية بالكامل خالية من الانبعاثات صنعت للبابا. سوف يعتمد على Fisker Ocean SUV.
تهدف فيسكر إلى طرح أربع سيارات في السوق بحلول عام 2025. بالإضافة إلى ذلك ، حددت الشركة هدفًا يتمثل في إنشاء أول سيارة محايدة مناخيًا بحلول عام 2027.
في عام 2021 ، تعاونت فيسكر مع نقابة صحافة السيارات لإنشاء منحة Fisker-MPG الدراسية السنوية للصحافة، حيث منحت 1500 دولارًا أمريكيًا لطالب جامعي يسعى للحصول على درجة علمية في الصحافة.
في 28 يونيو 2021 ، تمت إضافة سهم فيسكر إلى مؤشر راسل 3000.
في يوليو 2021 ، أعلنت فيسكر أنها ستفتح "مراكز خبرة عالمية للعلامة التجارية" في الولايات المتحدة وأوروبا. سيتم افتتاح الموقع الأول في لوس أنجلوس ، يليه موقع في ميونيخ ، في النصف الأول من عام 2022. تم التخطيط لمراكز أخرى في نيويورك وميامي ولندن وكوبنهاغن.
في أغسطس 2021 ، أعلن فيسكر وبريدجستون عن شراكة تكون فيها بريدجستون المورد الحصري لإطارات Fisker Ocean SUV. سيتم استخدام إطارات Bridgestone Potenza Sport المطورة خصيصًا في الموديلات في أوروبا وبعضها في أمريكا الشمالية ، مع نماذج أخرى تستخدم إطارات Alenza Sport حسب الطلب.
في أكتوبر 2021 ، أعلنت شركة فيسكر عن إنشاء Fisker Magic Works ، قسمها في المملكة المتحدة ، بقيادة ديفيد كينج ، المسؤول عن هندسة وتطوير المركبات المتخصصة. سيركز القسم على المنتجات منخفضة الحجم والمتخصصة والمخصصة.